# Quận Burnet, Texas
Quận Burnet (tiếng Anh: Burnet County) là một quận trong tiểu bang Texas, Hoa Kỳ. Quận lỵ đóng ở thành phố Burnet6. Quận được đặt tên theo David Gouverneur Burnet, tổng thống lâm thời đầu tiên của Cộng hòa Texas.

## Thông tin nhân khẩu
Theo điều tra dân số 2 năm 2000, quận đã có dân số 34.147 người, 13.133 hộ, và 9.665 gia đình sống trong quận. Mật độ dân số là 34 người cho mỗi dặm vuông (13/km ²). Có 15.933 đơn vị nhà ở với mật độ trung bình là 16 cho mỗi dặm vuông (6/km ²). Cơ cấu dân tộc của dân cư quận gồm 89,64% người da trắng, 1,52% da đen hay Mỹ gốc Phi, 0,68% người Mỹ bản xứ, 0,28% người châu Á, 0,06% người đảo Thái Bình Dương, 6,24% từ các chủng tộc khác, và 1,58% từ hai hoặc nhiều chủng tộc. 14,77% dân số là người Hispanic hay Latino thuộc chủng tộc nào. 
Có 13.133 hộ, trong đó 30,10% có trẻ em dưới 18 tuổi sống chung với họ, 61,50% là các cặp vợ chồng sống với nhau, 8,60% có chủ hộ là nữ không có mặt chồng, và 26,40% là không lập gia đình. 22,50% của tất cả các hộ gia đình đã được tạo thành từ các cá nhân và 10,80% có người sống một mình 65 tuổi trở lên. Bình quân mỗi hộ là 2,53 và cỡ gia đình trung bình là 2,94. 
Trong quận, cơ cấu tuổi dân số với 24,50% ở độ tuổi dưới 18, 7,00% 18-24, 26,00% 25-44, 24,50% 45-64, và 17,90% người 65 tuổi trở lên. Tuổi trung bình là 40 năm. Cứ mỗi 100 nữ có 93,80 nam giới. Cứ mỗi 100 nữ 18 tuổi trở lên, đã có 91,30 nam giới. 
Thu nhập trung bình cho một hộ gia đình trong quận đã được 37.921 USD, và thu nhập trung bình cho một gia đình là $ 43,871. Nam giới có thu nhập trung bình $ 30.255 so với 20.908 $ cho phái nữ. Thu nhập trên đầu cho các quận được $ 18,850. Giới 7,90% gia đình và 10,90% dân số sống dưới mức nghèo khổ, trong đó có 14,50% những người dưới 18 tuổi và 7,90% có độ tuổi từ 65 trở lên.